# Reithrodontomys
A Reithrodontomys az emlősök (Mammalia) osztályának rágcsálók (Rodentia) rendjébe, ezen belül a hörcsögfélék (Cricetidae) családjába tartozó nem.

## Rendszerezés
A nembe az alábbi 2 alnem és 20 faj tartozik:
- Reithrodontomys Giglioli, 1874
  - sonorai mezeiegér (Reithrodontomys burti) Benson, 1939
  - Reithrodontomys chrysopsis Merriam, 1900
  - Reithrodontomys fulvescens J. A. Allen, 1894
  - Reithrodontomys hirsutus Merriam, 1901
  - Reithrodontomys humulis Audubon & Bachman, 1841
  - nagyfülű mezeiegér (Reithrodontomys megalotis) Baird, 1857 – típusfaj
  - Reithrodontomys montanus Baird, 1855
  - San Franciscó-i mezeiegér (Reithrodontomys raviventris) Dixon, 1908
  - Sumichrast-mezeiegér (Reithrodontomys sumichrasti) Saussure, 1861
  - zacatecas-i mezeiegér (Reithrodontomys zacatecae) Merriam, 1901

- Aporodon Howell, 1914
  - rövidorrú mezeiegér (Reithrodontomys brevirostris) Goodwin, 1943
  - chiriqui mezeiegér (Reithrodontomys creper) Bangs, 1902
  - Darien-mezeiegér (Reithrodontomys darienensis) Pearson, 1939
  - Reithrodontomys gracilis J. A. Allen & Chapman, 1897
  - mexikói mezeiegér (Reithrodontomys mexicanus) Saussure, 1860
  - Reithrodontomys microdon Merriam, 1901
  - nicaraguai mezeiegér (Reithrodontomys paradoxus) Jones & Genoways, 1970
  - Reithrodontomys rodriguezi Goodwin, 1943
  - Cozumel-szigeti mezeiegér (Reithrodontomys spectabilis) Jones & Lawlor, 1965
  - Reithrodontomys tenuirostris Merriam, 1901